# 인필드 플라이

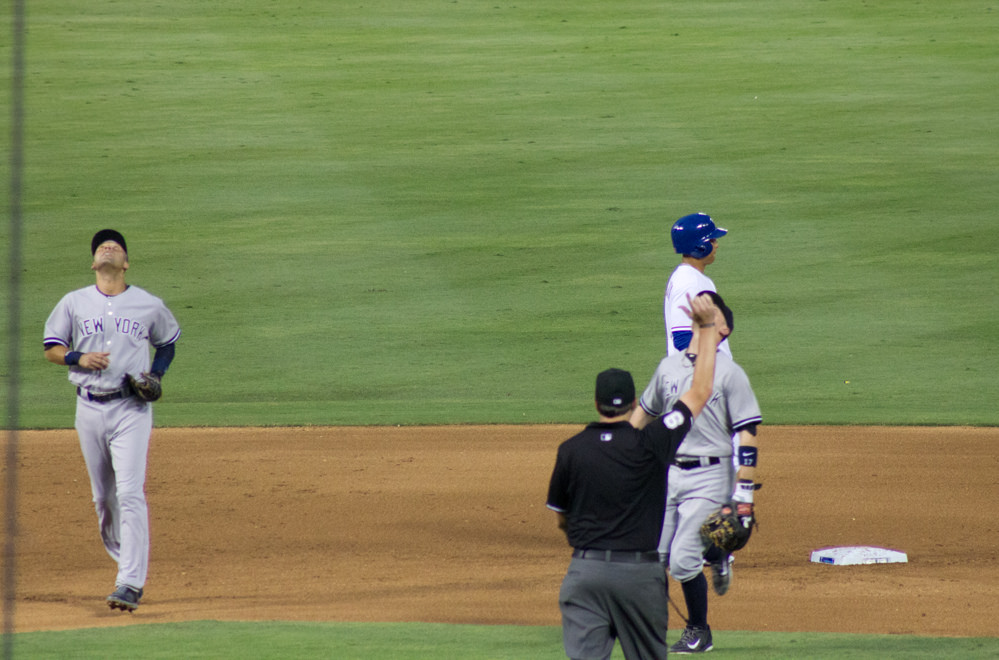

인필드 플라이 규칙(infield fly rule)는 아웃카운트가 1개 이하이고 1루와 2루 모두에 주자가 있는 상황(만루 포함)에서, 타자가 친 타구가 내야에서 떴을 때 야수가 충분히 잡을 수 있다고 판단되면 미리 플라이 아웃을 선언하는 것이다. 히팅이 아닌 번팅 상황에서는 인필드 플라이를 선언하지 않는다.

## 개요
고의 낙구로 병살, 삼중살을 유도하는 것을 예방하기 위해 만들어진 규칙으로, 선행주자는 원래 루로 돌아가고, 수비수가 공을 잡은 순간부터 주자는 아웃될 위험을 무릅쓰고 진루할 수 있다.
주심은 "인필드 플라이"라는 콜을 함으로써 이 규칙이 적용됨을 모든 선수들에게 알려야 한다. 그 때, 외야와 내야의 구분은 정확하지 않다. 이는 주심의 판단에 달려있다. 인필드 플라이 규칙에서 선수들이 주의할 사항은, 이 규칙은 전적으로 주심의 콜에 의해 그 적용이 결정된다는 것이다. 만약에 충분히 야수가 고의낙구를 이용하여 병살 플레이를 유도할 수 있는 상황이 되었다 하더라도, 주심이 "인필드플라이" 라고 외치면서 인필드 플라이 규칙의 적용을 알리지 않는 한, 이 규칙은 적용되지 않는다. 따라서 이 상황에서 야수가 고의낙구를 이용하여 두명의 주자를 아웃시키려는 시도를 한다 하여도 이는 전혀 규칙상 문제될 것이 없다. 인필드 플라이 규칙이 적용되는 상황에서 타자가 친 공이 내야수가 잡을 수 있는 평범한 뜬공이 되어 주심이 인필드 플라이 콜을 했다고 하더라도, 그 공이 바람에 의해 혹은 공의 회전에 의해 마지막에 파울 지역으로 떨어져 파울이 된다면 주심의 콜은 무효가 되고, 타구는 단순한 파울로 처리된다. 인필드 플라이의 공식 용어는 인필드 플라이 이프 페어(Infield fly if fair)이기 때문이다.

## 같이 보기
- 야구 용어 목록